# Municipio de Brushy Fork
El municipio de Brushy Fork (en inglés: Brushy Fork Township) es un municipio ubicado en el  condado de Watauga en el estado estadounidense de Carolina del Norte. En el año 2010 tenía una población de 4.935 habitantes.

## Geografía
El municipio de Brushy Fork se encuentra ubicado en las coordenadas 36°14′16.46″N 81°44′15.39″O / 36.2379056, -81.7376083.